# Rhipidia argema
Rhipidia argema är en tvåvingeart som först beskrevs av Alexander 1967.  Rhipidia argema ingår i släktet Rhipidia och familjen småharkrankar. Inga underarter finns listade i Catalogue of Life.